# Korrelationsmatrix
In der Stochastik ist die Korrelationsmatrix eine symmetrische und positiv semidefinite Matrix, die die Korrelation zwischen den Komponenten eines Zufallsvektors erfasst. Die Korrelationsmatrix kann aus der Varianz-Kovarianzmatrix erhalten werden und umgekehrt.

## Definition
Die Korrelationsmatrix als Matrix aller paarweisen Korrelationskoeffizienten der Elemente eines Zufallsvektors {\displaystyle \mathbf {X} =(X_{1},X_{2},\dotsc ,X_{n})^{\top }} enthält Informationen über die Korrelationen zwischen seinen Komponenten. Analog zur Varianz-Kovarianzmatrix {\displaystyle \mathbf {\Sigma } } ist die Korrelationsmatrix definiert als
{\displaystyle \mathbf {P} \equiv \operatorname {Corr} (\mathbf {X} )={\begin{pmatrix}\rho _{11}&\rho _{12}&\cdots &\rho _{1n}\\\\\rho _{21}&\rho _{22}&\cdots &\rho _{2n}\\\\\vdots &\vdots &\ddots &\vdots \\\\\rho _{n1}&\rho _{n2}&\cdots &\rho _{nn}\end{pmatrix}}={\begin{pmatrix}1&\rho _{12}&\cdots &\rho _{1n}\\\\\rho _{21}&1&\cdots &\rho _{2n}\\\\\vdots &\vdots &\ddots &\vdots \\\\\rho _{n1}&\rho _{n2}&\cdots &1\end{pmatrix}}},
wobei {\displaystyle \rho _{ij}=\operatorname {Cov} (X_{i},X_{j})/{\sqrt {\operatorname {Var} (X_{i})\operatorname {Var} (X_{j})}}=\sigma _{ij}/\sigma _{i}\sigma _{j}} der Korrelationskoeffizient zwischen {\displaystyle X_{i}} und {\displaystyle X_{j}} ist.
Beispielsweise beinhaltet die zweite Zeile von {\displaystyle \mathbf {P} } die Korrelation von {\displaystyle X_{2}} mit jeder anderen {\displaystyle X}-Variablen.
Die Korrelationsmatrix in der Grundgesamtheit wird als {\displaystyle \mathbf {P} _{\rho }} bzw. {\displaystyle \mathbf {P} } und die Stichproben-Korrelationsmatrix als {\displaystyle \mathbf {R} } bezeichnet. Wenn man die Diagonalmatrix {\displaystyle \mathbf {D} =\left(\operatorname {diag} ({\boldsymbol {\Sigma }})\right)^{1/2}=\operatorname {diag} (\sigma _{1},\sigma _{2},\dotsc ,\sigma _{n})} definiert, dann erhält man {\displaystyle \mathbf {P} } durch {\displaystyle {\boldsymbol {\Sigma }}} und umgekehrt:
{\displaystyle \mathbf {P} =\mathbf {D} ^{-1}\,{\boldsymbol {\Sigma }}\,\mathbf {D} ^{-1}}
oder äquivalent
{\displaystyle {\boldsymbol {\Sigma }}=\mathbf {D} \,\mathbf {P} \,\mathbf {D} }.

## Eigenschaften
- Sind alle Komponenten des Zufallsvektors {\displaystyle \mathbf {X} } linear unabhängig, so ist {\displaystyle \mathbf {R} } positiv definit.
- Auf der Hauptdiagonalen wird die Korrelation der Größen mit sich selbst berechnet. Da der Zusammenhang der Größen strikt linear ist, ist die Korrelation auf der Hauptdiagonalen immer eins.
- Bei Stichprobenziehung aus einer mehrdimensionalen Normalverteilung ist die Stichproben-Korrelationsmatrix {\displaystyle \mathbf {R} } Maximum-Likelihood-Schätzer der Korrelationsmatrix in der Grundgesamtheit {\displaystyle \mathbf {P} }.[3]

## Stichproben-Korrelationsmatrix
Eine Schätzung der Korrelationsmatrix in der Grundgesamtheit {\displaystyle {\widehat {\mathbf {P} }}} erhält man, indem man die Korrelationskoeffizienten in der Grundgesamtheit {\displaystyle \rho _{ij}} durch die empirischen Korrelationskoeffizienten (ihre empirischen Gegenstücke) {\displaystyle r_{ij}} ersetzt. Dies führt zur Stichproben-Korrelationsmatrix {\displaystyle \mathbf {R} }
{\displaystyle {\begin{aligned}\mathbf {R} ={\widehat {\mathbf {P} }}={\widehat {\operatorname {Corr} (\mathbf {X} )}}&={\begin{pmatrix}1&r_{12}&\cdots &r_{1k}\\\\r_{21}&1&\cdots &r_{2k}\\\\\vdots &\vdots &\ddots &\vdots \\\\r_{k1}&r_{k2}&\cdots &1\end{pmatrix}}\end{aligned}}}.